# Bataille du détroit de Makassar
Seconde Guerre mondiale
Batailles
Invasion des Indes orientales néerlandaises
- Bornéo (1941-1942)
- Manado
- Tarakan (1942)
- Balikpapan (1942)
- Amboine
- Makassar
- Sumatra
- Badung
- Timor
- Première bataille de la mer de Java
- Détroit de la Sonde
- Java
- Seconde bataille de la mer de Java

La bataille du détroit de Makassar, également connu sous le nom d'action du détroit de Madura, d'action du détroit de Lombok ou bataille de la mer de Florès, est une bataille navale qui s'est déroulée dans l'océan Pacifique durant la Seconde Guerre mondiale. La flotte ABDA (American-British-Dutch-Australian), sous le commandement de l'amiral Karel Doorman, quitte le port de Surabaya (ville appartenant à l'époque aux Indes néerlandaises) pour tenter d'intercepter un convoi d'invasion japonais, et est alors attaquée par des bombardiers japonais, forçant la flotte à battre en retraite.
La bataille s'est déroulée en mer de Bali, au sud des îles Kangean. Cette bataille ne doit pas être confondue avec la bataille de Balikpapan du 24 janvier 1942, qui est aussi parfois appelée la « bataille du détroit de Makassar ».

## Arrière-plan
À la fin du mois de janvier, les forces japonaises avaient conquis le nord et l'ouest de la côte de Bornéo et une grande partie des îles Moluques. Sur la côte est de l'île de Bornéo, les forces japonaises occupaient les installations pétrolières et les ports de Balikpapan et de Tarakan. Aux Célèbes, les villes de Menado et de Kendari tombèrent également aux mains des Japonais. Pour prendre le contrôle du détroit de Makassar, les Japonais devaient capturer les villes de Makassar et de Banjarmasin.
Le 1er février, les commandants alliés reçurent une information de la part d'un avion de reconnaissance qu'une invasion japonaise se préparait. Leurs forces comprenaient 20 navires de transport de troupes, trois croiseurs et 10 destroyers. Le lendemain, l'Amiral Thomas C. Hart, le vice-amiral Conrad Helfrich, le Rear Admiral William A. Glassford (en) et le Commodore John Augustine Collins (en) se rencontrent à Palembang. À la suite de cette réunion, une force de frappe est formée dans la journée par le contre-amiral Karel Doorman. La force passe pour un approvisionnement dans les îles Gili, au large des côtes nord-ouest de Lombok.
La flotte ABDA se composait de quatre croiseurs (HNLMS De Ruyter, navire amiral, Tromp, USS Houston et Marblehead), escortés par sept destroyers (HNLMS Banckert, Piet Hein, Van Ghent, USS Barker, Bulmer, John D. Edwards et Stewart).

## La bataille
Au matin du 3 février, la flotte ABDA est repérée par un escadron d'environ 30 bombardiers japonais indiquant leur direction. Sept des bombardiers manœuvrèrent autour des navires, les faisant disperser, mais aucun coup de feu ne sera tiré.
Vers minuit, les navires font route à Karang Mas (en), au large de la pointe nord-est de Java. Le dernier navire arrive aux alentours de 05 h 00 du matin le 4 février. À 09 h 30, la force de frappe est prévenue par un aéronef de la présence des Japonais naviguant vers Surabaya. La flotte ABDA est immédiatement envoyée sur zone dans le détroit de Makassar à la recherche de la force d'invasion japonaise. Elle comprenait alors trois croiseurs et 18 destroyers, escortant des transports de troupes et plusieurs autres navires, commandée par le contre-amiral Takeo Takagi.
À 09 h 49, alors que la flotte de Doorman se trouvait au sud des îles Kangean, des bombardiers japonais sont aperçus à l'est par les marins des navires ABDA. Les avions japonais volaient par quatre en formation « V », à une altitude d'environ 5000 mètres.
La flotte est immédiatement attaquée. Deux croiseurs américains sont endommagés dans l’attaque et soixante-dix marins meurent après l’explosion de quatre bombes touchant leurs objectifs dont trois frappent l'USS Marblehead et une l'USS Houston sur sa tourelle n°3 . Les canons arrière de l'USS Houston sont mis hors service, tandis que le Marblehead ne peut que tourner en rond.
À environ 13 h 00, Doorman ordonna à ses navires de rebrousser chemin vers l'ouest. Les deux croiseurs se dirigèrent vers Tjilatjap, pour des réparations et la prise en charge des blessés. Côté japonais, seule la perte de quatre avions est à déplorer.

## Suites et conséquences
Les Japonais ont fait état de trois croiseurs coulés lors de l'attaque : l'un de classe Northampton, l'autre de classe Tromp et le dernier de classe Java. Cependant, aucun de ces navires n'étaient présents lors de l'attaque, seulement les Marblehead et Houston ont été endommagés.
À Tjilatjap, les deux navires ont transféré leurs blessés à l'hôpital et enterré leurs morts. Le trou dans la coque du Marblehead a été réparé temporairement, avant d'être envoyé sur la côte Est des États-Unis pour des réparations temporaires. Le Houston a continué son service dans la flotte ABDA après quelques réparations.
Le repli des forces alliées marque le début de la domination japonaise dans le détroit de Makassar, permettant ainsi aux nippons de resserrer leurs emprises sur la partie occidentale des Indes néerlandaises.
Le commandement ABDA a existé pendant quelques semaines seulement et a subi durant ce laps de temps de multiples défaites dans l'Asie du sud-est. Mais celles-ci permirent de tirer quelques leçons, notamment concernant la manière dont des forces alliées devraient être commandées.